# Ivanhoe
Ivanhoe (phát âm tiếng Việt như là Ai-van-hô) là một cuốn tiểu thuyết hư cấu lịch sử của nhà văn Walter Scott xuất bản vào năm 1820, truyện kể về một hiệp sĩ thời Trung Cổ của nước Anh.

## Nội dung
Ivanhoe là tiểu thuyết nổi tiếng nhất của Scott. Tác giả đã dựa vào một bi kịch cũ, ít giá trị, là Runnamede của Logan nhưng thay đổi hẳn cốt truyện và lồng vào một chủ đề mới. Câu chuyện xảy ra vào khoảng thế kỉ XII, dưới triều vua Richard đệ nhất, tóm tắt như sau: Cedric là một hào trưởng, dòng dõi quý tộc Saxon nước Anh, ông rất căm thù quân xâm lược Norman, và mưu đồ khôi phục đất nước. Ông có người con trai là Ivanhoe theo Richard đệ nhất dự cuộc Thập Tự Chinh thứ ba tại Palestine.
Tuy vua Richard thuộc dòng dõi Norman nhưng là người công bằng yêu nước. Từ Palestine, Richard và Ivanhoe bí mật về nước, cải trang dự hội võ, đánh thắng bọn hiệp sĩ, tay chân của Hoàng tử John - em Richard đang cầm quyền nhiếp chính nhưng phản bội anh và thông đồng với ngoại quốc hại Richard, mưu việc chiếm ngôi. Ivanhoe bị thương nặng, được Rebecca, một thiếu nữ Do Thái xinh đẹp, con một người Do Thái giàu có là Isaac cứu chữa. Sau đó tay chân của John bắt cóc Cedric, Isaac và Rebecca để cưỡng bức nàng và bắt cả bọn nộp tiền chuộc. Ivanhoe và người yêu là Rowenna cũng bị bắt. Tất cả bị giam vào một lâu đài kiên cố, tay chân của Hoàng tử John.
Ở ngoài, Richard cùng bọn lục lâm người Saxon, vì lòng yêu nước và yêu chuộng công lí, tổ chức công phá lâu đài đề giải phóng họ. Nhưng Rebecca bị một tên hiệp sĩ Norman là de Bois-Guilbert phá vòng vây mang nhốt tại một tu viện. Việc tiết lộ, tên giáo trưởng buộc tội nàng có tà thuật mê hoặc giáo sĩ, định bắt thiêu sống trên giàn lửa. Mặc dù đang ốm, Ivanhoe vẫn hi sinh thân mình để chiến đấu cứu Rebecca. De Bois-Guilbert chết một cách kì lạ, Rebecca thoát nạn và bè đảng phản quốc của John bị tiêu diệt.